# Hildoceras
Hildoceras is een geslacht van uitgestorven cephalopode Mollusca uit de onderklasse Ammonoidea. Hij leefde in het Onder-Jura (Midden-Toarcien, 178-175 miljoen jaar geleden). De fossielen zijn gevonden in Europa, Klein-Azië, de Kaukasus en Japan. Voor de taxonomie is de typesoort Ammonites bifrons (Bruguiére, 1789). Het geslacht Hildoceras behoort tot de onderfamilie Hildoceratinae, samen met Hildaites, Orthildaites, Cingolites, Parahildaites, Hildaitoides en Atacamiceras.

## Kenmerken
Deze ammoniet had een zijdelings afgeplatte, involute schelp met uiteenstaande, sikkelvormige ribben en een wijde navel. De sutuurlijnen waren vrij ingewikkeld. De vorm van de winding was op doorsnede duidelijk rechthoekig. Op de buikzijde bevonden zich drie kielen met twee tussenliggende, gladde groeven. De diameter van de schelp bedroeg ongeveer zeven centimeter.
Deze ammoniet was uitgerust met een omhulsel van geëvolueerd naar matig ingewikkeld en lateraal gecomprimeerd, gemakkelijk herkenbaar aan een ronddraaiende sulcus die bij alle bochten langs de zijkant liep en elke bocht in twee afzonderlijke delen verdeelde. De buik in de meeste soorten is tricarenato-bisolcato, die is uitgerust met een zeer uitgesproken romp met twee tweeling laterale voren. De externe verbinding van de zijvoren met de zijkant is soms zo acuut dat er twee secundaire rompen ontstaan.
De flankversiering was bijna uitsluitend aanwezig in het bovenste deel van de gyrus: boven de mediane sulcus waren er in feite robuuste falcoïde groeven, terwijl onder de sulcus de groeven afwezig of nauwelijks aanwezig waren, vervangen door een glad en licht gezwollen gebied, met een min of meer hellende navelstrengrand. De opening was uitgerust met een hyponomische rostrum en laterale orecchiette, gevonden in de best bewaarde fossiele exemplaren (bijvoorbeeld in de ammonietfossielen van Holzmaden, Duitsland, bewaard als indrukken in bitumineuze kalksteen en op de interne modellen van de Umbrische 'Ammonite Red' Marche). (Venturi et al., 2010)
De hechtingslijn (of beter septale hechting) licht gekarteld met ingekeepte en uit elkaar geplaatste lobben (formule, EL L2 U3 U1 I). Lobe E, extern, korter dan L; lob A, accessoire van het buitenzadel, minder ontwikkeld dan U2; lob I, intern, smal, met schroefdraad of niet, in de vorige lob (zie figuur op het tabblad over geslacht in Venturi et al. 2010) (zie Venturi a al., 2010).Over het algemeen was de gemiddelde diameter van de schelpen die tot dit geslacht behoorden minder dan tien centimeter, hoewel het in de meest langlevende exemplaren meer dan vijftien centimeter kon bereiken.

## Evolutionaire geschiedenis
Het geslacht Hildoceras is waarschijnlijk aan het einde van het Onder-Toarcien afkomstig van het geslacht Hildaites (zeer vergelijkbaar, maar met sigmo-falcoïde groeven uitgebreid aan de hele kant, zonder spiraalvormige groef). In Italië zijn in feite verschillende vormen van doorgang tussen Hildaites en Hildoceras gevonden in het bovenste deel van het gebied bij Hildaites undicosta, direct onder het gebied bij Bifrons, die zijn ingevoegd in een nieuw onbewerkt geslacht. Deze ammonieten werden gevonden tijdens een gedetailleerde steekproef in het 'Ammonitische rood' van de vallei van f. Burano (Marche). De eerste verschijning van Hildoceras valt samen met de eerste biostratigrafische zone van de middelste Toarcien, de zone met bifrons (van de nominale soort H. bifrons).
Onder de meer basale vormen van Hildoceras is er de bekende H. sublevisoni-soort, gekenmerkt door de afwezigheid van de voor en robuuste en schaarse groeven, die het basale gedeelte van het gebied onderscheidt. De evolutie van het geslacht wordt snel explosief, met het verschijnen van verschillende soorten met alle typische kenmerken (een van de meest indicatieve: H. lusitanicum, H. tethysi en vooral H. apertum); onmiddellijk boven de soort verschijnt H. bifrons, die snel dominant wordt in Noord-Europa, maar die zeldzaam is in Italië. De geschiedenis van dit geslacht eindigt met H. semipolitum, waarvan de laatste vertegenwoordigers (bijvoorbeeld in Frankrijk, Lyonnais) gelijk zijn aan de zonale index van de biozone na Haugia variabilis.
De evolutionaire geschiedenis van het geslacht Hildoceras, typisch voor het Toarcien, is in Italië (Venturi 1975, 1986, Venturi et al. 2010), in Frankrijk (Gabilly 1976) en in Engeland (Howarth 1992) in detail bestudeerd en beschreven. Het is een voorbeeld van een concrete fossiele serie, waarin de variaties van de personages Darwins ideeën over geleidelijke evolutie bevestigen, die niet altijd goed wordt geaccepteerd. Het is onderzocht in Italië (centrale Apennijnen) met een schat aan documentatie (zie Venturi et al. 2010) die de functionele morfologie verklaart, aangezien de kenmerken die zijn veranderd (geleidelijke toename van de verpakking en afvlakking van de schaal, toename van de dekking van de lus, de aantal ribben, ontwikkeling van de spiraalvormige groef en toename van de inkeping van de septale hechtingen) suggereren een co-variatie voor een altijd betere houding om snel achteruit te schieten voor defensieve doeleinden. De schaalmorfologie, tijdens de Hildaites-Hildoceras-evolutie, tot het uitsterven van de groep steeds hydrodynamischer werd, zodat het voortstuwingsorgaan steeds efficiënter werd.

## Verspreiding en habitat
Hildoceras is exclusief voor het Midden-Toarcien en is een uitstekend gidsfossiel: de overblijfselen zijn te vinden in veel Europese afzettingen. In Italië komt het veel voor in de formatie Rosso Ammonitico Lombardo (Toarcien-Aalenien), opduikend in de hele zuidalpengordel van Lombardije en meer af en toe in coevale bacinale sedimenten. Het wordt vaak gevonden in afzettingen van hetzelfde type langs het schiereiland, met name in de Umbrische-Marche 'Rosso Ammonitico', waar de Toarciaanse fauna's uit het Metauro-bekken en de Furlo-pas in het bijzonder werden bestudeerd, en op Sicilië (beroemd en bestudeerd door de fauna's uit de omgeving van Taormina in het begin van de twintigste eeuw).
Hildoceras was een vorm van aanzienlijk succes, wijdverbreid zowel in de epicontinente zeedomeinen met een gematigd klimaat van het Midden-West-Europese gebied (dat in de beneden-Jura gelegen was op ongeveer veertig graden breedtegraad) en in het oceanische domein van de Tethisoceaan (gedeeltelijk overeenkomend met tot het huidige Italië), vervolgens in tropische klimatologische omstandigheden. De marges van de Tetide werden gekenmerkt door een ontspannende tektoniek met de afwisseling van hoge structurele (horst) en bekken (graben) domeinen. Kalksteen en mergel sedimenten werden afgezet in de paleo-hoge banden gecondenseerd in ammoniet rode facies, die in het Midden-Toarcien vol zaten met fossielen van Hildoceras. Het was echter een vorm die in staat was zich over de oceaan te verspreiden, in tegenstelling tot verschillende hedendaagse vormen die beperkt zijn tot de Europese of Tetidische provincie (vandaar het biostratigrafische belang). Hildoceras was een roofdier van andere ammonoïden: in sommige goed bewaarde specimens was het mogelijk om waarschijnlijke overblijfselen van het spijsverteringsstelsel te identificeren, waarvan de inhoud voornamelijk bleek te bestaan uit kaken, haptica en schelpfragmenten van andere kleinere ammonieten.

## Historisch-culturele aspecten
In sommige gevallen, met name in Engeland, werden de fossielen van deze ammonieten uit de middeleeuwen in het laatste deel met slangenkoppen gesneden, zodat ze op versteende slangen lijken. Populair geloof, in feite, geloofde dat de ammonieten slangen waren die in steen werden omgezet door Santa Hilda, de lokale patrones van de stad Whitby (vandaar de naam Hildoceras, wat "Hilda's hoorn" betekent). Hetzelfde type verwerking werd uitgevoerd op andere Engelse ammonieten, zoals Dactylioceras. De bekendste soort is Hildoceras bifrons.

## Soorten
- Hildoceras ameuri Rulleau et al. 2001 †
- Hildoceras apertum Gabilly 1976 †
- Hildoceras bastiani Fucini 1905 †
- Hildoceras bifrons Bruguiere 1792 †
- Hildoceras caterinii Merla 1933 †
- Hildoceras crassa Mitzopoulos 1930 †
- Hildoceras crassum Mitzopoulos 1930 †
- Hildoceras graecum Renz 1912 †
- Hildoceras laticosta Bellini 1900 †
- Hildoceras lusitanicum Meister 1913 †
- Hildoceras semipolitum Buckman 1902 †
- Hildoceras sublevisoni Fucini 1919 †
- Hildoceras tethysi Geczy 1967 †